# Ikarus 256
Ikarus 256 — 11-метровий угорський автобус 200-го модельного ряду автобусів угорської фірми Ikarus, що серійно вироблявся протягом 1977 по 1998 роки. Ця модель була майже повністю уніфікована з моделлю Ikarus 250, проте вона була на 1 метр меншою. У порівняння з його більшою версією, Ikarus 250, 256-модель стала набагато комфортнішою і мала багато нових можливостей і опцій, притаманних сучасним туристичним автобусам. Автобус може працювати як міжміський, так і туристичний. Останнім часом, щоправда такі автобуси працюють нечасто через наявність новіших моделей автобусів або невідповідність вимогам щодо туристичних лайнерів.
За час виробництва Ikarus 256 випускалися такі модифікації:
- Ikarus 256.44
- Ikarus 256.50
- Ikarus 256.51
- Ikarus 256.54
- Ikarus 256.74
- Ikarus 256.75

## Описання моделі

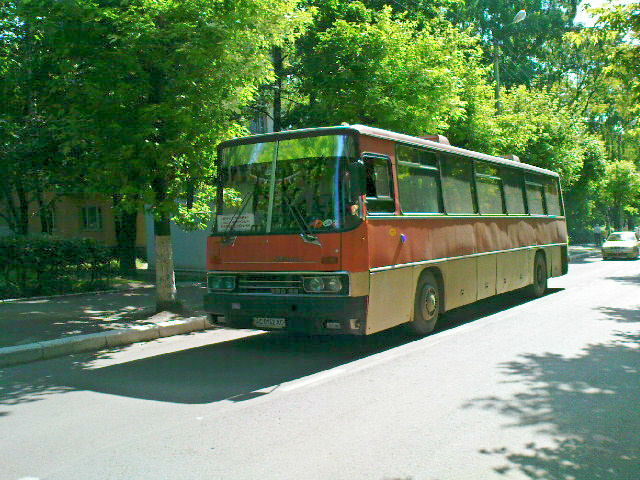
Ikarus 250.59, майже точна копія Ikarus 256

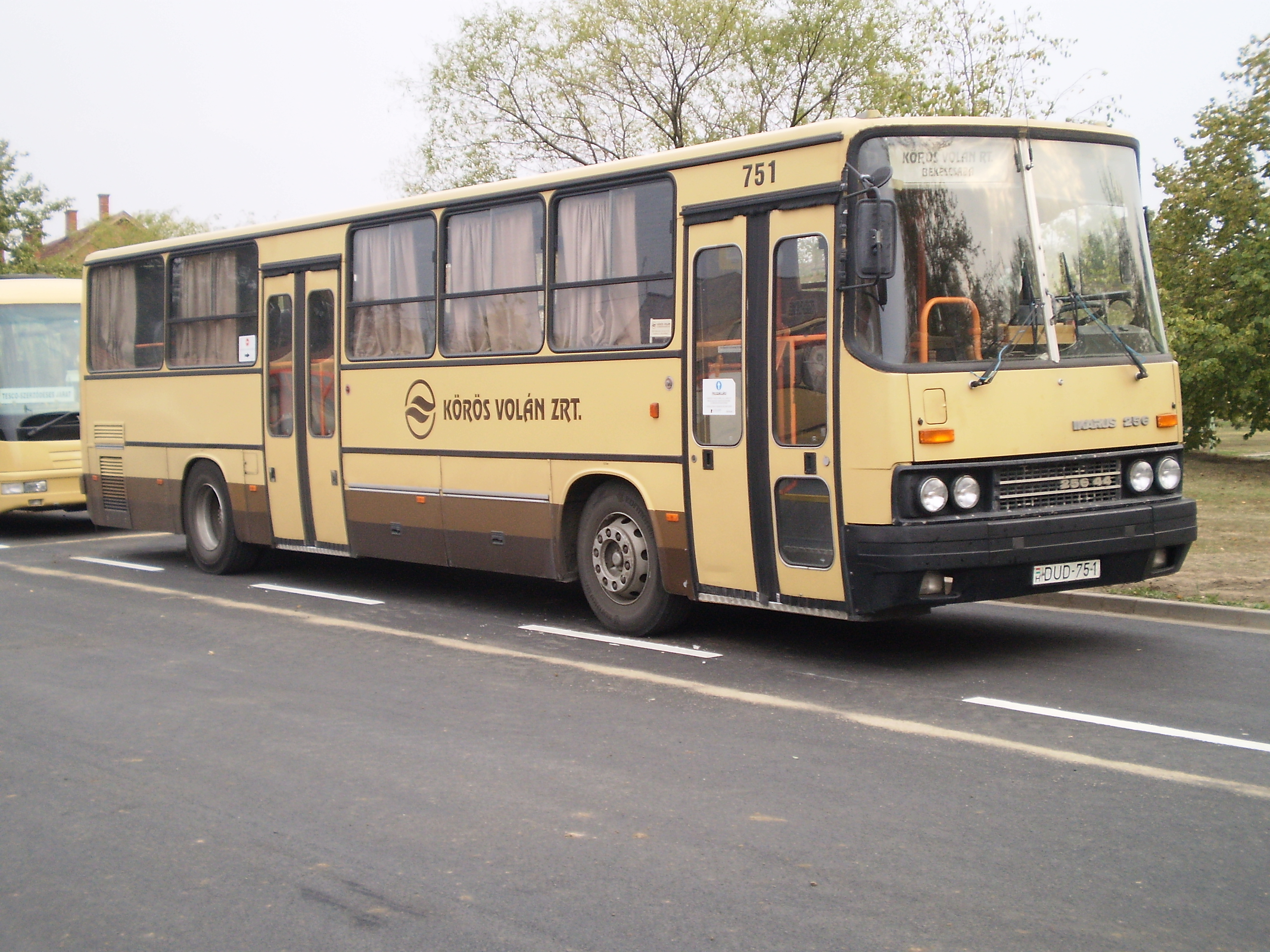
Ikarus 256.44 з двостулковими дверима

Автобус Ikarus 256 є рівно на метр меншим, аніж модель 250.59. У довжину автобус складає рівно 11 метрів; висота автобуса зменшилася на 10 сантиметрів до 3.10 метра, ширина залишилася незмінною у 2.5 метра. Кузов автобуса тримальний, складається зі зварених сталевих листів; кузов цілком вагонного компонування і виглядає повністю квадратним. Колір, у який фарбуються ці автобуси найчастіше — червоно-білий; зверху червоний і знизу білий — таким було радянське фарбування таких автобусів. Передок автобуса дуже подібний до дизайну 250-тої моделі — бампер у автобуса чорного кольору, великий, зварний; на бампері міститься номер автобуса і протитуманні фари (нижня частина бампера). Вище розташовується радіатор, він нічим не прикритий, на ньому ставиться емблема Ikarus з модельним номером автобуса. З боків від радіатора розташовуються фари автобуса. Фар 4, по дві з кожного боку, фари оснащені лінзовим покриттям і мають дуже велику потужність (фари були об'єднані у одинарні у моделі Ikarus 255). Вітрове скло автобуса невеликого розміру розділене, навпіл. Склоочисники переміщаються за допомогою тягових важелів та придатні працювати у 3 режимах. Також може встановлюватися бачок з піною для миття скла, щоправда у більшості цих автобусів ця функція відсутня. Бокова обшивка автобуса складається з кількох зварених сталевих листів, яка досить тривка і легко ремонтується. Колеса автобуса, на відміну від Ikarus-250 (більшості модифікацій) і Ikarus 255 зрідка є дисковими; вони є ідентичні до коліс що застосовувалися на ЛАЗах, ЛіАЗах, КАМАЗах та багатьох вантажівках і автобусах виробництва 1970-х—1990-х років. Розмір коліс приблизно 280R, самі ж шини типу 11.00 R 20. Бокові стекла Ikarus 256 невеликого розміру, ідентичні до інших автобусів Ikarus, бокове дзеркало у формі «вуха зайця» тільки у правого бокового дзеркала. Задня частина автобуса така ж, як і у автобусів 250-ї серії: обшивкою є один сталевий лист, світлотехніка не змінилася. Задній бампер залізний, зварний, прибитий до кузова. Двигун автобуса розташовується за задньою панеллю, він став потужніший аніж у автобусів 250.59 i 255 моделей, проте не має глушника вихлопної труби, від чого робота двигуна дуже чутна, особливо на підйомах і при невеликій швидкості руху. Двері у автобуса одностулкові, відкриваються паралельно до кузова. У цього автобуса привод дверей повністю автоматичний (у 250 і 255 моделей автоматично відкривалися лише передні двері); засклені обидві двері. Салон автобуса Ikarus 256 є набагато модернізованим і більш комфортабельним, порівняно з його подібними моделями. У автобусі є 10 рядів з місцями для пасажирів і 5 місць з самого заду салону. Усі сидіння встановлені на помості, вони є набагато комфортнішими, м'якого типу і є сантиметрів на двадцять вищі за ті, що встановлюються на Ikarus 255. У автобуса з'явилося і ще одне нововведення у конструкцію сидінь — до приводу розсування прикручено підлокітники, що під'єднані справа і зліва (залежно від розміщення сидіння). Сидіння покриті синтетичною тканиною. Іншою особливістю конструкції є можливість розсунути сидіння на спеціальних рейках на кілька сантиметрів одне від одного. Проблема тісноти у цьому автобусі була частково вирішена через зменшення кількості крісел до 45. Є також підставлена педаль для ніг, що вже може регулюватися (у 250 і 255 моделі такої можливості не було). Настил підлоги салону з лінолеуму, проте доволі низькоякісного, що швидко ставав брудним і мокрим, якщо по ньому ходили у брудному і мокрому від опадів взутті. Іншою великою перевагою автобуса стали великі і світлі завіски, що набагато краще захищають від сонця, аніж стандартні, червоного кольору (справа у тому, що вікна Ikarus'ів 200 серії не тонувалися). З самого заду автобуса розташовуються 5 крісел, створюючи своєрідний спальний диван, що є загалом дуже зручний, наприклад пасажирам з малими дітьми. Останній (сидіння №41—45) розташований на двох східцях. З боків останнього ряду є додаткове вікно. У цього автобус кондиціонування значно краще аніж у його попередників: у нього є як примусовий обдув через люки, так і штучне кондиціонування; є також зсувні кватирки. Освітлення автобуса з плафонового замінене на лампочкове, у салоні встановлено світильники лампового типу, хоча освітлення у автобусі набагато гірше ніж у сучасних туристичних автобусах, що використовуються кілька рядів підсвітки у кількості 50—70 штук. Ще одним нововведенням є встановлення телевізора VCD, звичного для нових туристичних автобусів. Кабіна водія лишилася відкритого типу, приладова панель і кермо залишилися майже незмінними. Кермо Raba з гідропідсилювачем, коробка передач на 7 ступенів (включаючи «R») коробка передач типу ZF, педалі не змінилися — педаль акселератора невеликого розміру і схожа на педаль у легковому авто, педаль гальма прямокутна і великого розміру. Приладова панель залишилася незмінною: тахометр розташовується зліва, допоміжні показники справа, а класичний «Ікарусівський» спідометр на 120 км/год розташовується справа. На правій частині допоміжної панелі розташовується більшість клавіш і радіо. Окремої двері з кабіни водія немає, тому деякі прилади розташовані і на лівій панелі.

## Характеристика автобуса
Автобус Ikarus 256 має чимало переваг, більшість проблем та вад старших моделей було усунуто. У автобуса є такі переваги, як більш комфортабельні крісла, що є вищими та набагато зручнішими, усі крісла встановлені на помостах. Штори стали світліші та істотно краще захищають від сонця. Стало більше місця завдяки усуненню холодильника і відстань між рядами стала більшою. Двері у автобуса повністю травмобезпечні і автоматичні, також збільшився об'єм багажного відсіку. Автобус має дуже високий ресурс кузова і може слугувати десятки років, а його ремонт є недорогим і простим. У автобуса є VCD-телевізор і зручний задній ряд-«диван». Проблема спертого повітря та мінімального кондиціонування усунута за допомогою зсувних кватирок та 4 обдувних люків. 
У швидкісних показниках автобус майже не поступається сучасним лайнерам, за межами міста він пересувається у середньому зі швидкістю 70—80 км/год, і може розвинути швидкість понад 100 км/год. Ikarus 256 — універсальний автобус, що може працювати як: міський, міжміський, туристичний і екскурсійний.
До недоліків моделі відносяться такі незалагоджені проблеми як погана шумоізоляція салону та гучний шум двигуна, нетоновані вікна і невідповідність багатьом нормам стосовно туристичних автобусів.

## Технічні дані
| Модель                                                  | Ikarus 256                                                                          |
| Застосування                                            | міжміський туристичний екскурсійний                                                 |
| Виробництво, роки                                       | 1977—1998                                                                           |
| Довжина, мм                                             | 11000                                                                               |
| Ширина, мм                                              | 2500                                                                                |
| Висота, мм                                              | 3100                                                                                |
| Кузов                                                   | вагонного компонування, оббитий сталевими листами                                   |
| Передній звис, мм                                       | 2460                                                                                |
| Задній звис, мм                                         | 3180                                                                                |
| Лобове скло                                             | невеликого розміру, розділене навпіл                                                |
| Склоочисники                                            | 2, переміщуються за допомогою тягових важелів, працюють у 3 режимах                 |
| Світлотехніка (спереду)                                 | 4 освітні фари великої потужності і 2 протитуманні                                  |
| Дзеркала зовнішнього виду                               | невеликого розміру, стандартні.                                                     |
| Бампер                                                  | зварний, чорного кольору, прибитий до кузова                                        |
| Кольори фарбування автобуса (звичайні)                  | червоний (верхня частина кузова і дах) білий (нижня частина кузова) чорний (бампер) |
| Колісна база, мм                                        | 5330                                                                                |
| Кількість осей                                          | 2 штуки                                                                             |
| Допустиме навантаження на передню вісь, кг              | 6500                                                                                |
| Допустиме навантаження на задню вісь, кг                | 11000                                                                               |
| Шини                                                    | 11.00 R 20                                                                          |
| Максимальний кут підйому з повною масою, %              | 20                                                                                  |
| Розташування двигуна                                    | усередині задньої панелі                                                            |
| дорожній просвіт, мм                                    | 350                                                                                 |
| Об'єм багажного відсіку, м³                             | 3.8                                                                                 |
| Двері                                                   | автоматичні, відкриваються паралельно до кузова                                     |
| Кількість і формула дверей                              | 2 штуки, одностулкові (1—1—0)                                                       |
| Споряджена маса (власна маса) автобуса, кг              | 10400                                                                               |
| Повна маса автобуса, кг                                 | 16000                                                                               |
| Настил підлоги у салоні                                 | лінолеум                                                                            |
| Крісла                                                  | більш комфортабельні, з підлокітниками і регулюванням спинки                        |
| Загально пасажирських місць, штук                       | 45 (10 рядів 1—40 місця); «диван» 41—45 місця                                       |
| Вентиляція у салоні                                     | через зсувні кватирки і люки                                                        |
| Вікна                                                   | роздільні, нетоновані                                                               |
| Завіски                                                 | вставлені над кожним вікном, світлі                                                 |
| Зручності автобуса                                      | існує VCD-телевізор                                                                 |
| Кермо                                                   | Ikarus Raba                                                                         |
| Коробка передач                                         | ZF S6-90U                                                                           |
| Кількість ступенів КП                                   | 6                                                                                   |
| Двигун                                                  | Raba-D2156HM6U                                                                      |
| Потужність двигуна, кіловат                             | 142—190 (залежно від модифікації)                                                   |
| Робочий об'єм, літри                                    | 10.349                                                                              |
| Ступінь компресії палива                                | 17                                                                                  |
| Місткість паливного бака, літри                         | 250                                                                                 |
| Обертальний момент, Н×м                                 | 696                                                                                 |
| Витрати палива при швидкості 60 км/год на 100 км, літри | 26.5                                                                                |
| Максимальна швидкість, км/год                           | 108                                                                                 |
| Розгін 0—60 км/год за, сек                              | 37                                                                                  |
| Гальмівний шлях з 60 км/год, метри                      | 23.5                                                                                |

## Цікаві факти

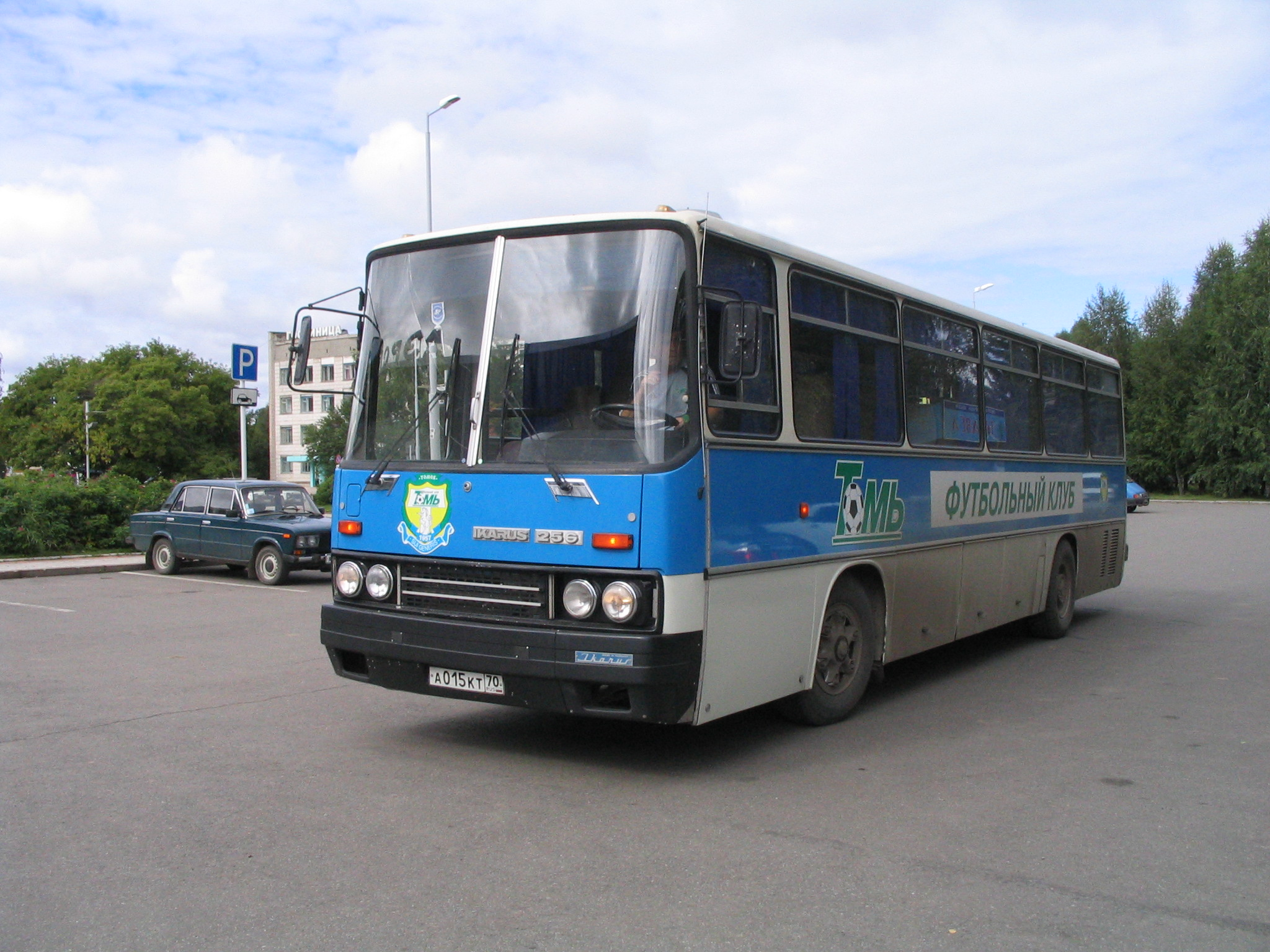
Клубний автобус ФК Томь

- Резервний склад футбольного клубу Томь (Томськ) використовує як засіб пересування автобус Ikarus-256.
- В Україні існує міжміський маршрут Чернівці—Івано-Франківськ—Львів, на яких працюють кілька автобусів Ikarus-256. Також є приміський маршрут Одеса — Градениці, на якому також курсують дані автобуси.
- Ikarus 250.59 виглядає майже повністю як Ikarus-256.